# Chetumal
Chetumalⓘ – miasto w Meksyku, na półwyspie Jukatan, przy granicy z Belize, nad zatoką Chetumal (Morze Karaibskie), przy ujściu rzeki Hondo, stolica stanu Quintana Roo oraz siedziba władz gminy Othón P. Blanco.
W 2005 roku miasto liczyło 136 825 mieszkańców.
W mieście rozwinął się przemysł materiałów budowlanych oraz spożywczy.
Ośrodek turystyczno-wypoczynkowy.
W mieście znajduje się port morski oraz lotnisko.
Miasto leży na trasie huraganów i co najmniej dwa razy było pustoszone przez huragany 5 klasy – Janet w 1955 oraz Dean w 2007 roku.
W okresie prekolmbijskim było to lokalne centrum Majów.